# Norwoodskalan

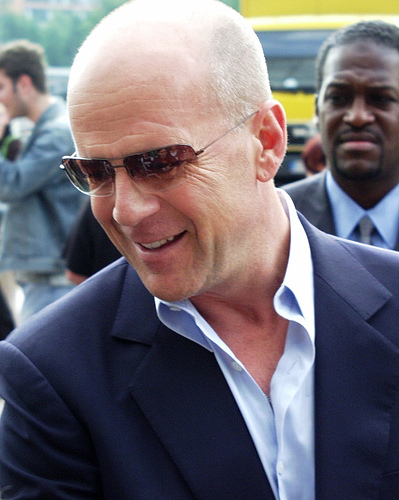
Skådespelaren Bruce Willis, med typ VI enligt Norwoodskalan.

Norwoodskalan, eller Hamilton-Norwoodskalan (vanligen förkortat till NW), är en skala som delar in det androgenetiska håravfallet (Alopecia androgenetica) i sammanlagt sju olika steg (I-VII). Denna schematiserade klassificering utvecklades 1951 av James Hamilton, men modifierades kraftigt och vidareutvecklades 1975 av O'Tar Norwood. Omkring 80% av alla män som blir skalliga befinner sig på det sjunde stadiet enligt skalan. Norwoodskalan möjliggör en standardiserad medicinsk dokumentation av håravfall. Det är vanligt att drabbade personer utreds, eller får en hårtransplantation.
Efter inspiration från Norwoodskalan skapade Erich Ludwig 1977 en liknande schematisk översikt, som istället går i tre steg, istället för sju. Enligt skalan beskrivs ett rätt så diffust håravfall runt mitten av håret; något som är typiskt för androgenetiskt håravfall hos kvinnor, men förekommer likväl hos en femtedel av de drabbade männen.

## Stadier

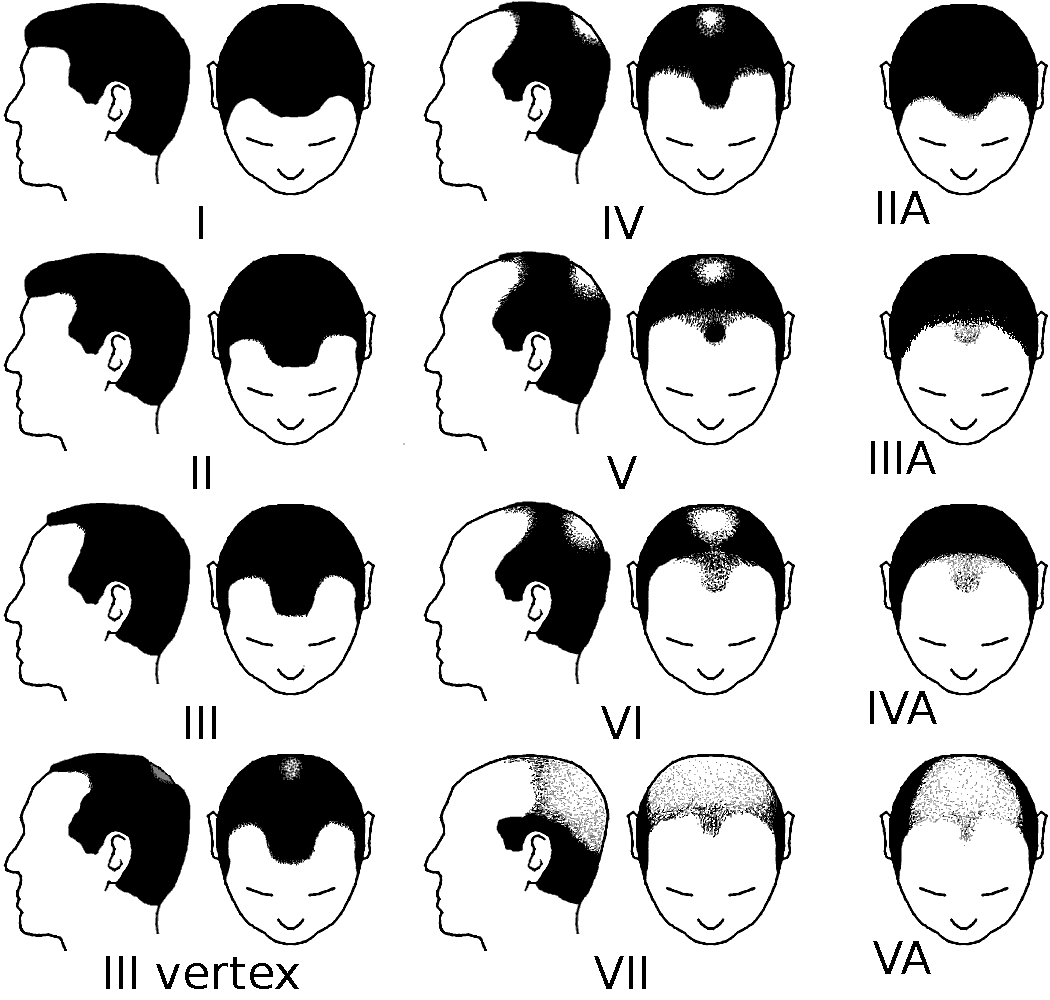
Norwoodskalan.

Typiskt för androgenetiskt håravfall är att det börjar temporalt (vid tinningen) och frontalt (i pannan). Sedan försvinner håret även runt hjässan (huvudets övre baksida), tills det att hela skallen blir flint. Hårets krona, belägen ovanför öronen, runt hela delen av huvudets baksida, finns kvar i de flesta fall.
- Typ I: Inget eller en mycket liten tillbakadragning av det främre hårfästet.
- Typ II: Håravfall runt tinningen, håret blir tunt på hjässan eller vid tinningarna.
- Typ III: Hårfästet tar sig en annan form, håret blir väldigt tunt. Förtunningen blir prevalent även på bakhuvudet i slutändan.
- Typ IV Det förtunnade området på hjässan och det på bakhuvudet närmar sig och håret blir ännu tunnare och mindre.
- Typ V: Håravfallet har lett till att området mellan bakhuvudet och hjässan blivit ett, även om några hårstrån kan finnas kvar.
- Typ VI: Endast några tunna hårstrån finns kvar uppe på huvudet och området har brett ut sig mot öronen.
- Typ VII: Håret har till stora drag försvunnit helt, och området har brett ut sig mot öronen. Hårsäckarna har krympt, eller försvunnit helt och nu återstår endast blank och len hud.